# Marco Terencio Varrón Lúculo
Marco Terencio Varrón Lúculo  (ca. 116-ca. 55 a. C.) fue un militar y político romano de la República romana tardía.
Era hijo de Lucio Licinio Lúculo y hermano de Lucio Licinio Lúculo, vencedor del rey Mitrídates VI.
Luchó bajo las órdenes de Sila en la guerra civil comandando el ejército optimate en la batalla de Fidencia.
En recompensa por sus servicios, se le otorgó un puesto en el colegio de pontífices.
Fue edil en 79 a. C. y pretor en 75 a. C.
Alcanzó el consulado en 73 a. C., durante el cual promulgó la Ley Terencia Casia frumentaria.
Luego, como gobernador de Macedonia, derrotó a la tribu tracia de los besos.
Cruzó el Danubio y conquistó muchas bases de Mitrídates VI, rey del Ponto.
Cuando regresaba a Roma, se le envió a ayudar a Craso en la tercera guerra servil, pero el conflicto terminó antes de que él llegase.
Celebró un triunfo sobre los tracios, tras lo cual no participó activamente en política, si bien dio su opinión sobre ciertas leyes.
Hábil orador y de gustos algo lujosos, es frecuentemente comparado con su hermano, al cual cuidó cuando se hallaba enfermo y fue el encargado de realizar sus ritos funerarios cuando murió, muriendo él no mucho después. Pasaría a la posteridad como un gran general, hasta el punto que Cicerón afirmó que estaba al nivel de su celebérrimo hermano.

## Nombre
Nació con el nombre de Marco Licinio Lúculo, pero al ser adoptado por Marco Terencio Varrón lo cambió por el de Marco Terencio Varrón Lúculo. Con este último nombre aparece en los Fastos Capitolinos. Si bien algunos historiadores como Wilhelm Drumann en algún momento pensaron que su nombre, tras la adopción, era Marco Terencio Varrón Liciniano, esta opinión fue rebatida por William Smith. Por lo demás, las fuentes clásicas hablan de él como Lúculo o Marco Lúculo.

## Familia y primeros años
Nació en Roma alrededor del año 116 a. C. Era hijo de Lucio Licinio Lúculo, quien participó sin mucho éxito en la segunda guerra servil, mientras que su abuelo paterno también se llamaba Lucio Licinio Lúculo y había sido cónsul en 151 a. C. Por medio de su madre, Cecilia Metela, estaba emparentado con gente de suma importancia: Sila estaba casado con la sobrina de ésta, y era primo de Quinto Cecilio Metelo.
A comienzos de la década de 90 a. C. inició su carrera política junto a su hermano, Lucio Licinio Lúculo, al acusar de cometer injusticias al augur Gayo Servilio Vatia, quien, años atrás, había acusado a su padre por concusión y logrado que se exiliara a Lucania. En el juicio, sin embargo, se desataron actos de violencia, en los que hubo muchas muertes y Servilio terminó huyendo de la ciudad. A pesar de ello, Lúculo ganó una gran popularidad entre las masas.

## La guerra civil
En el año 88 a. C. estalló la guerra civil entre los llamados populares y optimates. El tribuno de la plebe popular Publio Sulpicio Rufo propuso, con el apoyo de Gayo Mario, muchas reformas, y como el optimate Sila se negó a aceptarlas, fue expulsado de Roma y se le quitó el mando de la guerra mitridática. Ante esto, Sila marchó sobre Roma con sus tropas, y, muerto Sulpicio, ordenó que ejecutaran, entre otras personas, a Mario, quien, sin embargo, logró huir.
Mientras Sila combatía contra Mitrídates, en 87 a. C., sus opositores políticos Mario y Cina marcharon sobre Roma con tropas y, tras tomarla, proscribieron a sus enemigos políticos.
En 83 a. C., Sila invadió Italia y aniquiló a los ejércitos populares que había en el sur, enviando a Metelo a hacer lo mismo con los ejércitos que había en el norte, comandados por Gneo Papirio Carbón y Gayo Norbano Balbo.

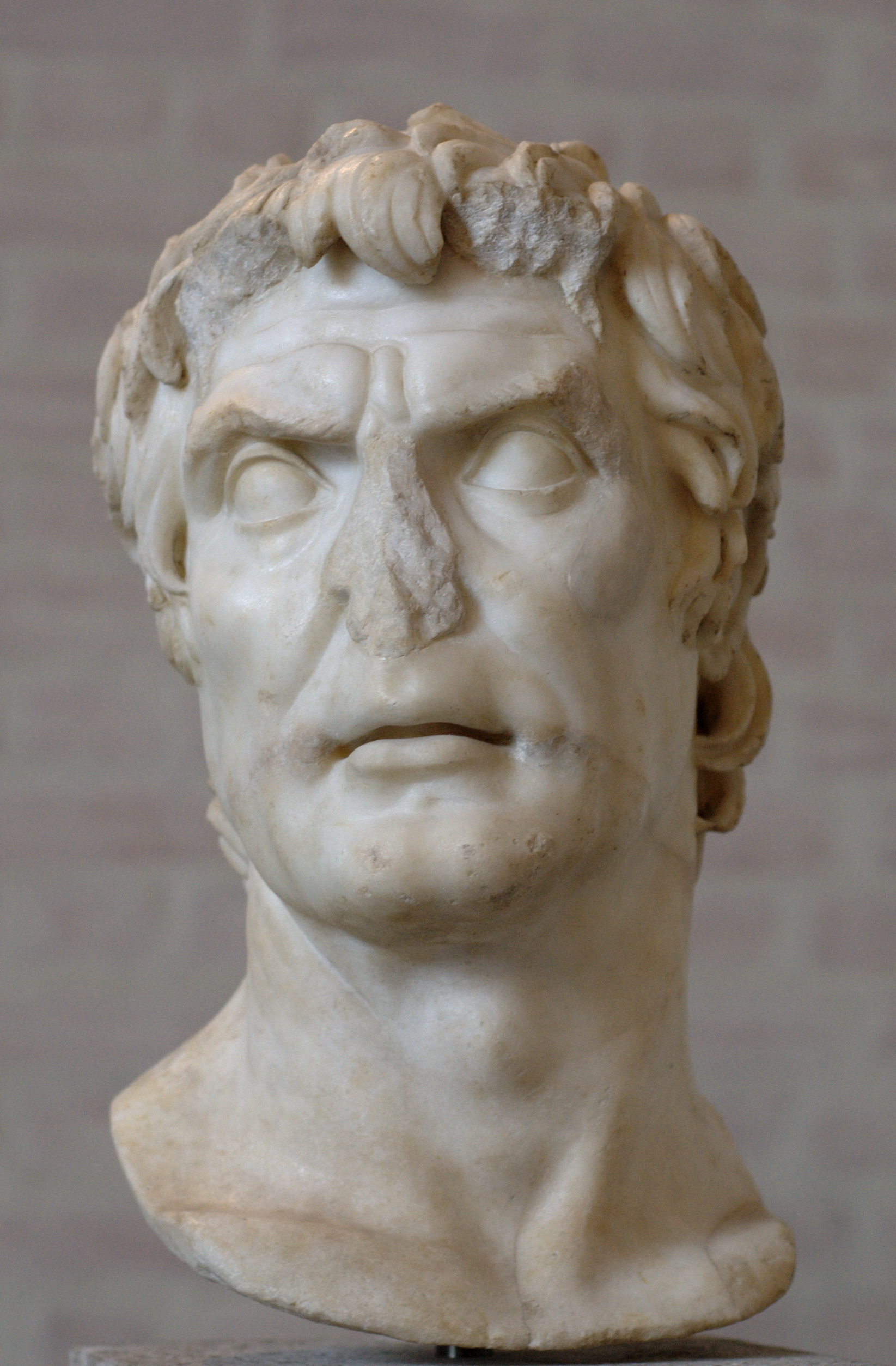
Busto de Sila.

Lúculo luchó bajo las órdenes de su primo Metelo durante los primeros meses de 82 a. C., pero a comienzos de septiembre, para combatir a los populares desde dos frentes, le envió al mando de dos legiones a Plasencia. Él por su parte, se quedó en Favencia junto a cuatro legiones y venció al ejército de Norbano en batalla.
Enterado Lúculo de esta victoria, se abalanzó sobre el campamento de Lucio Quincio, lugarteniente de Norbano, que se hallaba en Fidencia con cinco legiones. A pesar de su inferioridad numérica, sus tropas lucharon con tanto valor que salió victorioso y tomó el campamento enemigo. Los populares perdieron dieciocho mil hombres mientras que los optimates, muy pocos.
Con esta batalla acabó el dominio popular en el norte, mientras que en el sur Sila pronto vencería a los enemigos terminando así la guerra.

## Elección como pontífice
En el año 81 a. C., Sila aumentó el número de pontífices de nueve a quince con el fin de que más personas pudieran entrar en el colegio de pontífices. En recompensa por sus servicios prestados en la guerra civil y gracias a la influencia de su primo Metelo, que era pontífice máximo, Lúculo fue uno de los elegidos.
Los pontífices pertenecían a uno de los cuatro colegios mayores de sacerdocio que había en Roma. Se encargaban de convocar y presidir los comicios para elegir al pontífice máximo, de actuar como portavoz ante el Senado recordando las leyes sagradas a los magistrados, de intercalar meses al calendario de ser necesario y de controlar las adopciones y leyes funerarias, entre otras cosas. El puesto era de carácter vitalicio y compatible con todos los puestos políticos y militares y estaba bajo la autoridad inmediata del pontífice máximo.

## Ascenso político
El año de su cuestura se desconoce, pero parece haber sostenido esta magistratura bajo Sila, ya que fue llevado más tarde a juicio por C. Memio por actos ilegales cometidos por él en esa condición bajo el mandato del dictador.
En 79 a. C. ejerció el cargo de edil plebeyo junto a su hermano Lucio Licinio Lúculo, quien, habiendo podido postularse antes, decidió esperar hasta que Marco tuviera la edad requerida para compartir el puesto con él.
Durante su mandato, celebró junto a su hermano unos juegos espléndidos, que todavía eran famosos unas décadas después en época de Cicerón. Por primera vez en Roma combatieron en la arena un elefante y un toro.

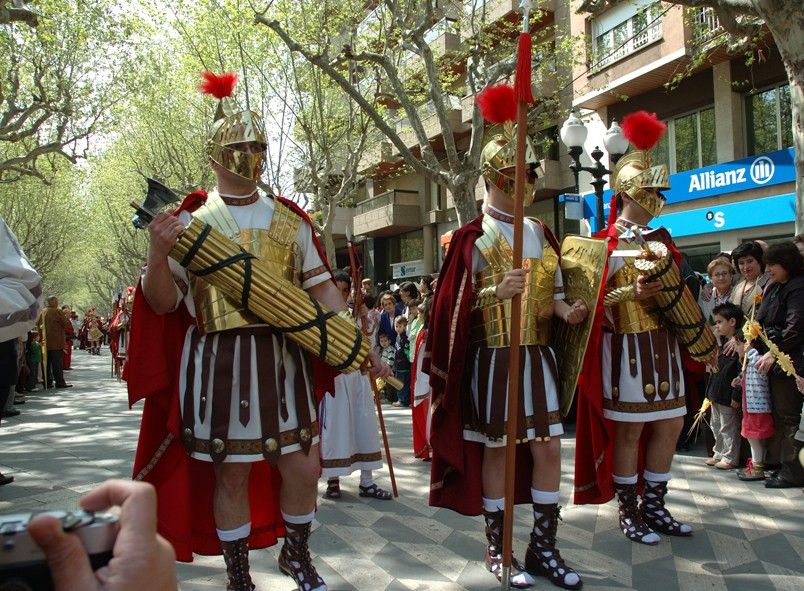
Los pretores y los cónsules eran algunos de los magistrados romanos que iban precedidos por lictores.

En 77 a. C., ocupó el puesto de pretor, tocándole resolver los casos concernientes a personas que no eran ciudadanos romanos (praetor peregrinus). Fue juez en el caso contra Gayo Antonio, acusado por los habitantes de la provincia romana de Acaya de saquear los campos y templos para su propio beneficio. El abogado acusador, Julio César, demostró la culpabilidad del acusado, por lo que la sentencia de Lúculo fue en contra de Antonio. Pero éste apeló a los tribunos de la plebe, quienes opusieron su veto a la sentencia debido a su oposición a la política de César.

## El consulado
En el año 74 a. C., Lúculo se presentó como candidato al consulado para el año siguiente y resultó elegido junto a Cayo Casio Longino. Durante su mandato promulgó junto a su colega una ley frumentaria, la Terencia Casia, volviendo así este necesario sistema a la vigencia tras su abolición por Sila.
Como todas las leyes frumentarias tenía como objetivo rebajar el precio del trigo para que fuera accesible a la gente pobre. Así, determinaba que una persona podía comprar mensualmente 5 modios de trigo con 6,33 ases. Para conseguir el trigo, el Estado encargó a los gobernadores de las provincias la tarea de suministrarlo a un precio fijo, financiado por el tesoro público.

## Campaña en Tracia
Al término de su mandato como cónsul se le asignó el gobierno de la provincia de Macedonia, y partió hacia allí en calidad de procónsul. Al norte de esta provincia se encontraban las tribus tracias, quienes en los últimos años habían lanzado ataques a la frontera. Gneo Cornelio Dolabela y Apio Claudio Pulcro habían logrado rechazarlos tras años de combate, pero la frontera seguía inestable. Así, Gayo Escribonio Curión había atacado a los dardanios, saliendo victorioso, pero había sido incapaz de someter a la tribu de los besos.

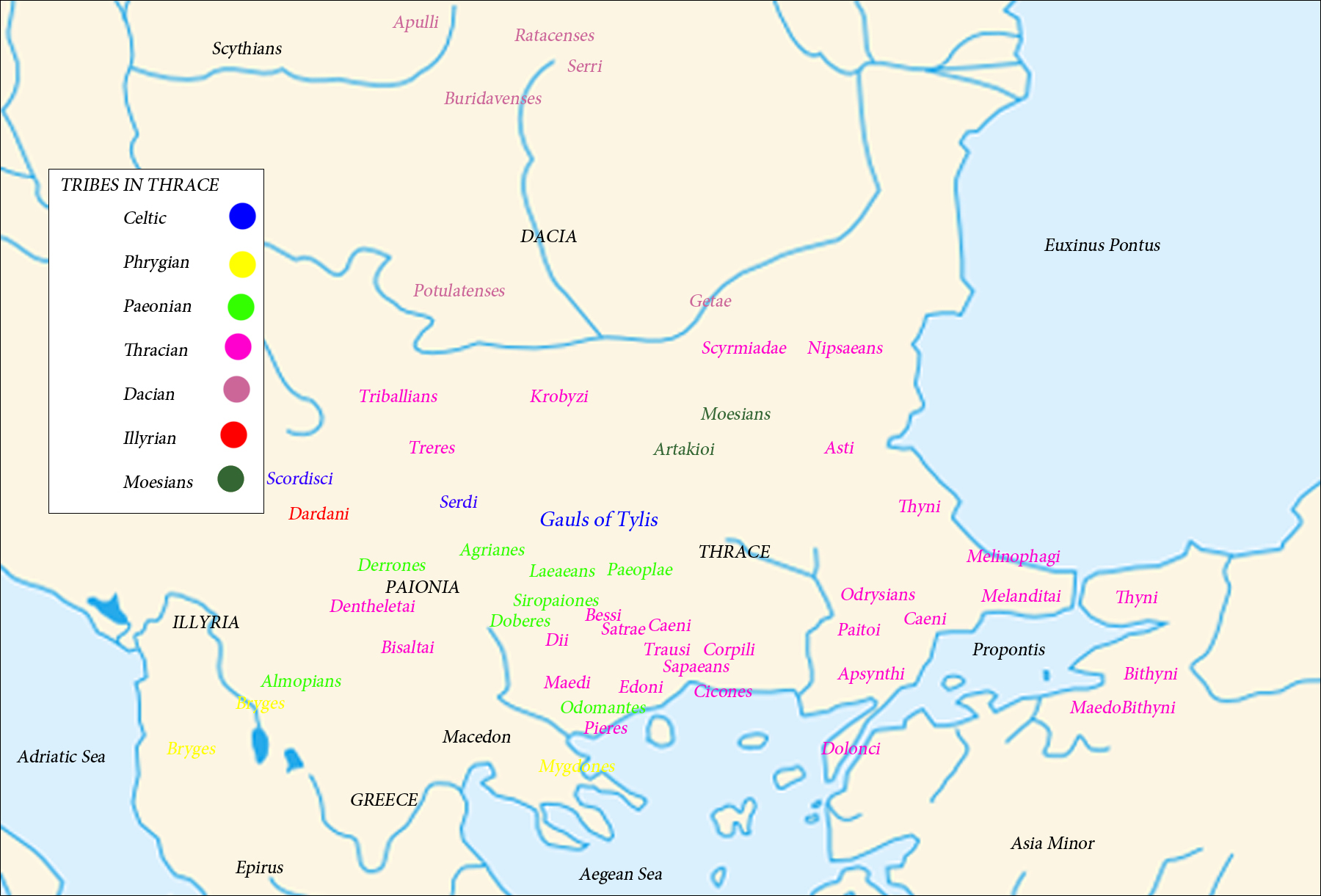
Mapa de Tracia antes de la llegada de los romanos.

Cuando a principio de 72 a. C. Lúculo llegó a su provincia, decidió que lo primero que había que hacer era someter a la tribu de los besos, así que marchó hacia allí con sus cinco legiones. Se encontró con los enemigos cerca del Monte Hemo, y tras vencerlos, marchó contra Uscudama, la capital de éstos, tomándola el mismo día en que la atacó.
Con esto sometió a los besos, tras lo cual convirtió al reino odrisio en estado satélite de Roma.
Mientras tanto, su hermano Lucio Licinio Lúculo combatía en Anatolia contra Mitrídates VI, rey del Ponto, quien tenía algunos territorios en Tracia. Contra estos territorios se dirigió, y capturó muchas ciudades a ambos lados del Danubio, entre ellas Apolonia, Calatis, Tomos e Histro.

## Regreso a Roma

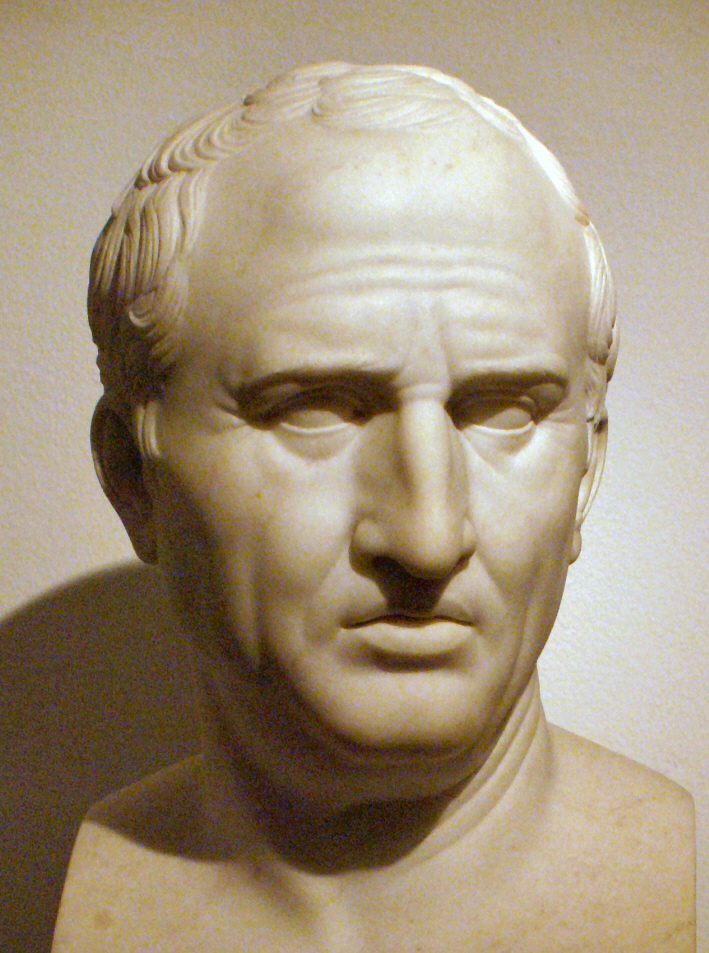
El orador Marco Tulio Cicerón.

Entretanto, en Italia setenta esclavos se habían rebelado y, liderados por Espartaco —un gladiador—, habían huido y derrotado a las fuerzas locales. La banda de esclavos no había tardado en crecer hasta llegar al número de ciento veinte mil hombres, y había derrotado muchas veces a cónsules y procónsules romanos, adueñándose de casi toda Italia.
Finalmente se le encomendó el mando de la guerra a Marco Licinio Craso, quien venció a los esclavos en batalla y los encerró en Calabria. El Senado decidió enviarle como refuerzos a Lúculo y a Pompeyo, pero antes de que éstos llegaran Espartaco se lanzó contra las tropas de Craso, y en la batalla que se entabló los romanos resultaron vencedores, ganando así Craso la guerra.
El Senado le confirió a Lúculo un triunfo por sus hazañas en Tracia, el cual se celebró ese mismo año, 71 a. C. Entre los trofeos exhibidos en el triunfo destacaba la colosal estatua de Apolo que capturó en Apolonia, de treinta codos de altura, que posteriormente sería puesta en el Capitolio.

## Últimos años y muerte
Finalizado su triunfo, se retiró de la vida pública durante unos años. En 67 a. C. fue uno del diez legados enviados en Asia para resolver los asuntos de la zona y establecer el Ponto como provincia romana, propósito que fue frustrado por el cambio que en pocos meses había sufrido la situación.
En 66 a. C. fue acusado por el tribuno de la plebe Gayo Memio Gemelo de cometer injusticias cuando luchaba bajo las órdenes de Sila. Sin embargo, fue declarado inocente, tras lo cual Memio acusó a su hermano de muchas cosas logrando retrasar su triunfo sobre Mitrídates VI unos años.
Al igual que Catulo, Hortensio y otros, se opuso en 65 a. C. a ciertas medidas del tribuno de la plebe Gayo Cornelio. Apoyó luego a Cicerón, cuando éste, descubierta la conspiración de Catilina, tomó medidas para evitar su éxito.
Asimismo, cuando el tribuno de la plebe Publio Clodio Pulcro derribó la casa de Cicerón y construyó en su lugar un templo, intervino para que se le permitiera reconstruirla. Tras esto se retiró definitivamente de la vida pública.
Pronto su hermano, Lucio Licinio Lúculo, ya anciano, caería enfermo, así que se encargó de cuidar sus bienes. Sin embargo, Lucio murió poco tiempo después, y todo el pueblo se conmovió con su muerte. Hasta se pensó efectuar las exequias en el Campo de Marte, un honor exclusivo, pero como para ello se necesitaban grandes preparativos y su muerte fue inesperada, Marco decidió hacerlo en su villa de Túsculo. Él moriría no mucho después, probablemente alrededor del año 55.

## Semblanza
Se sabe bastante poco acerca de su carácter. Cicerón lo alaba en varias ocasiones, llegando a afirmar que estaba al nivel de su célebre hermano. Ambos hermanos fueron grandes amigos, cosa que les es, sin duda, favorable.
Juzgándolo por lo hecho en su campaña contra los besos, Marco parece haber sido menos clemente que su hermano mayor.
En cuanto a su actividad como orador, Cicerón dice que tuvo considerable mérito, si bien no estaba entre los mayores de su época.
También parece haber participado en cierta medida en el amor de su hermano por las cosas lujosas, aunque no llegó a excederse.